# Бедфорд Пирс
Бедфорд Пирс (енгл. George Thomas Hine; Манчестер, 21. мај 1861 ― Харпенден, 8. јул 1932) је био енглески лекар, комесар Одбора за контролу менталног здравља и поремећаја и консултантски лекар у болници The Retreat у Јорку.

## Образовање
Рођен је 21. маја 1861. у Манчестеру као син Едмунда Кела Пирса и Елизабет Тајлер. Са четрнаест година, након што је завршио школовање у Friends’ School у Кројдону, почео је да ради у фармацеутској фирми у Лондону.
Усавршавао се у болници Светог Вартоломеја, где је освојио неколико стипендија и награда пре него што је стекао звање магистра медицине 1888. Године 1890. је освојио Мерчисонову стипендију Краљевског колеџа лекара. 

## Каријера
Радио је као лекар у болници Светог Вартоломеја, Краљевској болници Бетлејма и Единбуршком краљевском азилу у Морнингсајду, а 1892. је постао медицински надзорник у Ретриту. Изградио је Дом за медицинске сестре 1898. и уложио је много труда у побољшање обуке и статуса психијатријских медицинских сестара. Паралелно са тим, предавао је менталне болести на Универзитету у Лидсу од 1908. до 1911. године и имао је консултантску праксу у Лидсу.
Био је председник Медико–психолошког удружења између 1919. и 1920. године. Након пензионисања 1922. посетио је Америку, Африку и Индију и радио је као комесар у Лунасију од 1929. до 1931. Био је квекер и слободно време је проводио бавећи се баштованством, резбарењем дрвета, сликањем, планинарењем и играма. 
Године 1890. се оженио Мери Изабелом, са којом је имао сина и ћерку. Преминуо је 8. јула 1932. у Харпендену.